# Hala Alkarib
Hala al-Karib o Hala Alkarib és una activista sudanesa contra la violència sexual a la guerra. És la directora regional de la Iniciativa Estratègica per a les Dones a la Banya d'Àfrica (SIHA).

## Biografia
al-Karib va néixer al Sudan i la seva infància la va passar allà i al Canadà. Al començament de la seva carrera, va treballar al Sudan del Sud, a la Universitat de Juba.
Treballa per a la Iniciativa Estratègica per a les Dones a la Banya d'Àfrica (SIHA) que combina els interessos de 75 organitzacions per treballar en nou països africans per reduir la subordinació de les dones a la banya d'Àfrica. SIHA es va crear el 1995 i al-Karib es va convertir en la seva directora regional. L'entitat té la seu a Uganda.
SIHA publica una revista anual "Women in Islam" i Al-Harib n'és l'editora principal. La revista cobreix "les relacions de gènere i els drets de les dones a les comunitats musulmanes de la Gran Banya d'Àfrica.
El 2021 el Consell de Seguretat de les Nacions Unides va discutir la situació al Sudan. Al-Karib va preparar una declaració a petició d'ells resumint la situació civil. El Consell de Seguretat es va tornar a reunir el 2023 per discutir el Sudan i es va demanar novament a al-Karib que preparés un informe. Ha estat involucrada en negociacions de pau encara que només per assenyalar que hi ha tan poques dones influents implicades que és poc probable que cap resultat sigui equilibrat. El 2024 el seu treball va ser reconegut quan es va unir a les 100 dones inspiradores de la BBC.
És membre de l'Institut de la Vall del Rift i membre de la junta de l'organització Musawah, des d'on intenta garantir la igualtat i la justícia en les lleis de família musulmana.